# Rhinophis tricolorata
Rhinophis tricolorata là một loài rắn trong họ Uropeltidae. Loài này được Deraniyagala mô tả khoa học đầu tiên năm 1975.